# IC 1732
IC 1732 — галактика типу S? (спіральна галактика) у сузір'ї Андромеда.
Цей об'єкт міститься в оригінальній редакції індексного каталогу.